# Маний Ацилий Авиола (консул 239 года)
Маний Ацилий Авиола (лат. Manius Acilius Aviola) — римский политический деятель и сенатор первой половины III века.

## Биография
Авиола происходил из рода Ацилиев. Вполне возможно, что его отцом был Маний Ацилий Авиола, упоминающийся в протоколах собраний жреческой коллегии арвальских братьев между 183 и 186 годом. А консул 122 года, носивший такое же имя, скорее всего был предком Мания. О его карьере ничего неизвестно, кроме того, что он занимал должность ординарного консула в 239 году вместе с императором Гордианом III. Вероятно, он был назначен консулом из-за его важной роли в сенаторской оппозиции Максимину I Фракийцу, а также чтобы смягчить гнев недовольство сенаторов убийством патрициев Пупиена и Бальбина, которых сенат провозгласил императорами годом ранее.